# Senez (stolica tytularna)

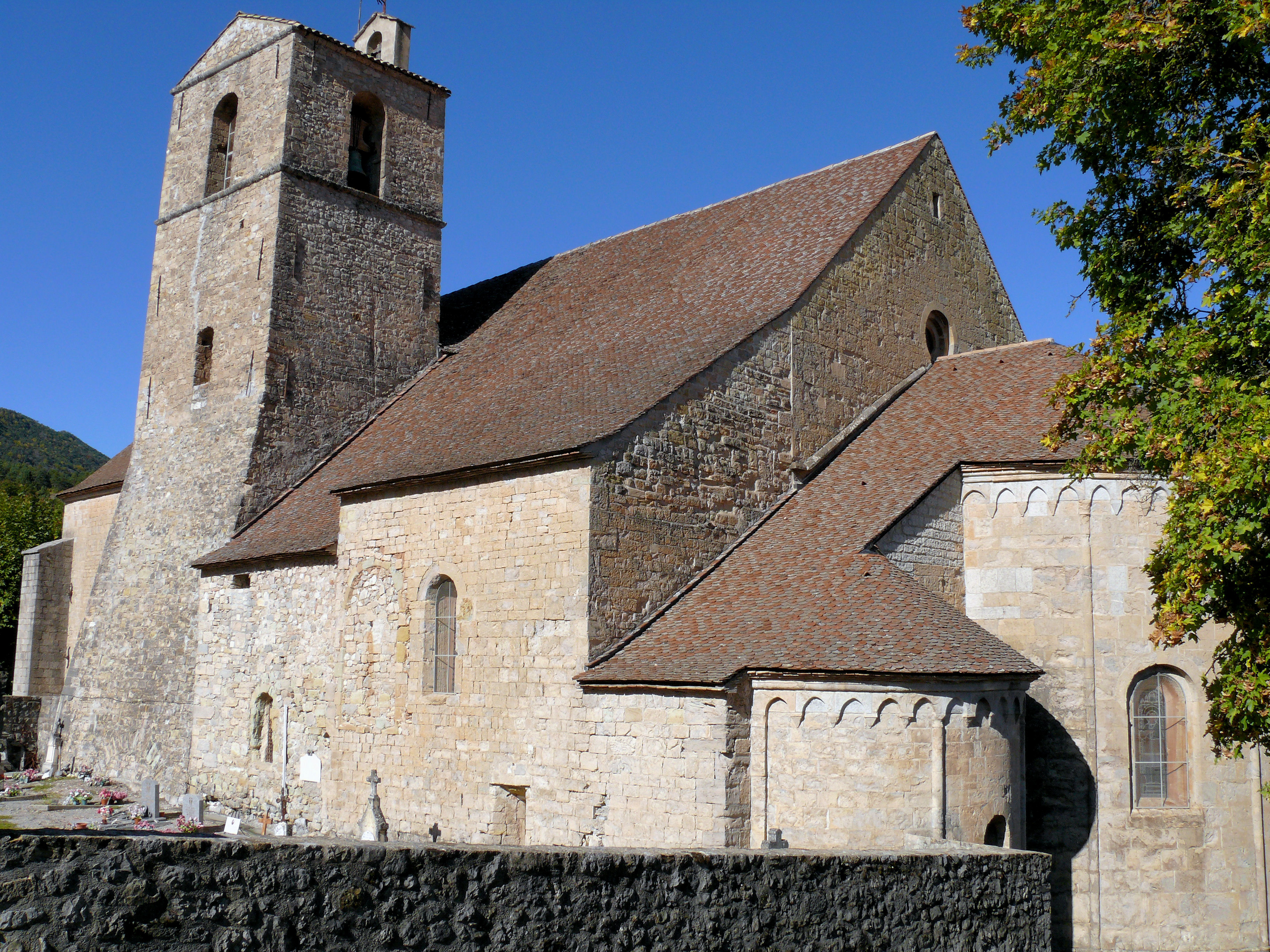
Dawna katedra diecezjalna w Senez

Senez (łac. Dioecesis Senecensis) – stolica historycznej diecezji we Francji erygowanej ok. V wieku, a włączonej w 1801 w skład diecezji Aix i Digne.
Współcześnie miasto Senez znajduje się w regionie Prowansja-Alpy-Lazurowe Wybrzeże we Francji. Obecnie katolickie biskupstwo tytularne ustanowione w 2009 przez papieża Benedykta XVI.

## Biskupi tytularni
| Lp. | Biskup                      | Funkcja                                  | Od               | Do                   |
| --- | --------------------------- | ---------------------------------------- | ---------------- | -------------------- |
| 1   | Glandas Toussaint           | biskup pomocniczy Port-au-Prince (Haiti) | 12 stycznia 2011 | 8 grudnia 2018       |
| 2   | Alain Guellec               | biskup pomocniczy Montpellier (Francja)  | 17 kwietnia 2019 | 29 października 2022 |
| 3   | Thierry Brac de la Perrière | biskup pomocniczy Lyonu (Francja)        | 26 czerwca 2023  |                      |